# Хаапайоки
Хаапайоки (фин. Haapajoki: осиновая река) — река в России и Финляндии, российская часть протекает по территории Муезерского района Карелии.
Исток — расположенное на границе озеро Юлинен-Хаапаярви. Протекает по линии государственной границы в южном направлении через озёра Кескиммяйнен-Хаапаярви, Алинен-Хаапаярви, Юлинен-Виитаярви, Алинен-Виитаярви, после чего уходит в глубь России менее чем на полкилометра.
Часть русла ниже по течению, между озёрами Пузыри и Картицанъярви, совмещена с руслом реки Шаверки.
Ниже озера Картицанъярви поворачивает на запад, пересекает границу. В Финляндии принимает притоки: Кольосенпуро (правый), Кивийоки (левый), Катаяпуро (правый), Петяйоки (левый), Суртупура (левый).
Впадает в озеро Нарванъярви.

## Данные водного реестра
По данным государственного водного реестра России относится к Балтийскому бассейновому округу, водохозяйственный участок реки — Реки Карелии бассейна Балтийского моря на границе РФ с Финляндией, включая оз. Лексозеро. Относится к речному бассейну реки Реки Карелии бассейна Балтийского моря.
Код объекта в государственном водном реестре — 01050000112102000010389.